# Паттерсон, Джеймс Ллойдович
Джеймс Ллойдович Па́ттерсон (17 июля 1933, Москва — 22 мая 2025, США) — советский офицер-подводник, поэт и прозаик; в детстве — киноактёр, известный советским кинозрителям по роли малыша в фильме «Цирк». В 1994 году эмигрировал в США.

## Происхождение, семья, детство
Отец: художник-декоратор Ллойд Уолтон Паттерсон (англ. Lloyd Walton Patterson), выпускник Хэмптонского университета приехал в СССР из США в 1932 году в эпоху Великой депрессии в возрасте двадцати двух лет в составе культурной делегации Джеймса Хьюза. Позднее Ллойд поступил на службу в Радиокомитет СССР и стал диктором англоязычной редакции иновещания Московского радио. Во время бомбежки получил контузию и скоропостижно умер от её последствий в эвакуации в Комсомольске-на-Амуре в марте 1942 года в возрасте 32 лет.
Мать: Вера Ипполитовна Аралова — театральная художница, работала на Московской киностудии.
У Джеймса (Джима) в семье были ещё два брата: Ллойд (Ллойд-джуниор, 1935 года рождения — погиб в автокатастрофе в Ленинграде 18 декабря 1960 года) и Том (28.04.1937—21.07.2023). Перед войной Джеймс был принят в музыкальную школу им. Гнесиных по классу виолончели. В войну мать с малышами была эвакуирована на восток, и 1941—1943 годы все три брата провели в детском доме на Урале в селе Кашино под Свердловском.

## Учёба и служба на флоте
В 1951 году окончил Рижское Нахимовское военно-морское училище. В училище занимался спортом, боксировал.
В 1951—1953 годах учился в Высшем военно-морском инженерном училище имени Ф. Э. Дзержинского.
В 1953—1955 годах учился в Высшем военно-морском училище подводного плавания.
31 августа 1955 года ему присвоено воинское звание «лейтенант»; в октябре 1955 года вступил в должность командира рулевой группы БЧ-1 подводной лодки «С-95» 151-й бригады 21-й дивизии подводных лодок Черноморского флота. В октябре 1957 года присвоено очередное воинское звание «старший лейтенант». В апреле 1958 года уволен в запас по сокращению штатов.
В 1964 году поступил в Литературный институт имени А. М. Горького.
С 1967 года — член Союза писателей СССР. Публиковался в «Огоньке», «Москве», «Советском воине». Дружба с Л. Орловой длилась до последних дней её жизни.
Семья Паттерсона проживала на набережной Тараса Шевченко, недалеко от Киевского вокзала.
Семья Паттерсона проживала в одном доме с Лилей Брик и Василием Катаняном (Джеймс дружил с его сыном Василием-младшим).

## Личная жизнь
Был женат на учительнице из Зеленограда Ирине Анатольевне Толоконниковой (род. 1955). Брак длился несколько лет и закончился с отъездом Паттерсона в США.

## Эмиграция
После развала СССР семья испытывала серьёзные материальные трудности. В 1994 году вместе с матерью эмигрировал в США и поселился в районе Вашингтона.
Умер 22 мая 2025 года.

## Сочинения

### Проза[9]
- Хроника левой руки[10] / Новеллы. — М., 1964.
- Дыхание лиственницы — Л., 1985.

### Поэзия
- Россия. Африка — М., 1963.
- Рождение ливня — М., 1973.
- Взаимодействие — М., 1978.
- Зимние ласточки — М., 1980.
- Красная линия — М., 1984.
- Залив Доброго начала — М., 1984.
- Ночные стрекозы — М.: РПБ, 1993.